# أوتو ليسينج
أوتو ليسينج (بالإنجليزية: Otto Lessing)‏ هو ضابط أمريكي، (و. 1904  م).